# 西院春日神社
西院春日神社（さいいんかすがじんじゃ）は、京都市右京区西院春日町にある神社。旧社格は村社。

## 祭神
- 主祀神 - 春日神（建御賀豆智命、伊波比主命、天児屋根命、比売神）

## 歴史
淳和天皇が退位し、それに伴い淳和院離宮（別名西院。この付近の地名である西院の由来となった）へ居を移すに際し、天長10年（833年）2月28日にその鎮守社として創建された。付近では当時の淳和院の遺構が発掘されており、規模の大きな離宮であったことが判明している。
淳和天皇の皇女・崇子（たかこ）内親王は疱瘡に掛かってしまったが、当社の春日大神の威光で快復した。以降、皇室から病気平癒や災難厄除けの神と崇められるようになった。現在でも崇子内親王の病気を治したという霊石「疱瘡石」が祀られている。
1873年（明治6年）、境内に西院小学校が開校している。

## 境内
- 本殿 4棟
- 拝殿
- 舞殿
- 神輿庫
- 梛石（なぎいし） - 何事も無事戻ってくる、また健康回復のご利益があるという。
- 招魂碑 - 日清戦争以降の戦争における西院地区の戦没者を祀る碑。元は1901年（明治34年）に京福西院駅付近に建てられていたものだが、1928年（昭和3年）に境内へ移設された。後に碑の石を改築している。
- 社務所
- 飛び地
  - 御旅所（西四条斎宮 西院野々宮神社） - 野々宮発祥の地である。
    - 本殿 - 祭神：倭姫命、布勢内親王
    - 拝所
    - 社務所

### 摂末社
- 還来神社（もどろきじんじゃ） - 祭神：還来大神。旅行の安全にご利益があるとされる。また太平洋戦争中に出征兵士の無事、帰還を願う家族が多数訪れたという。
- 合祀社 - 弁財天社、稲荷社
- 西院宮
- 住吉社
- 合祀社 - 金刀比羅宮、大元宮社、天満宮、猿田彦社。吉田神社で祀られている斎場所大元宮を末社として祀っているのは珍しい。

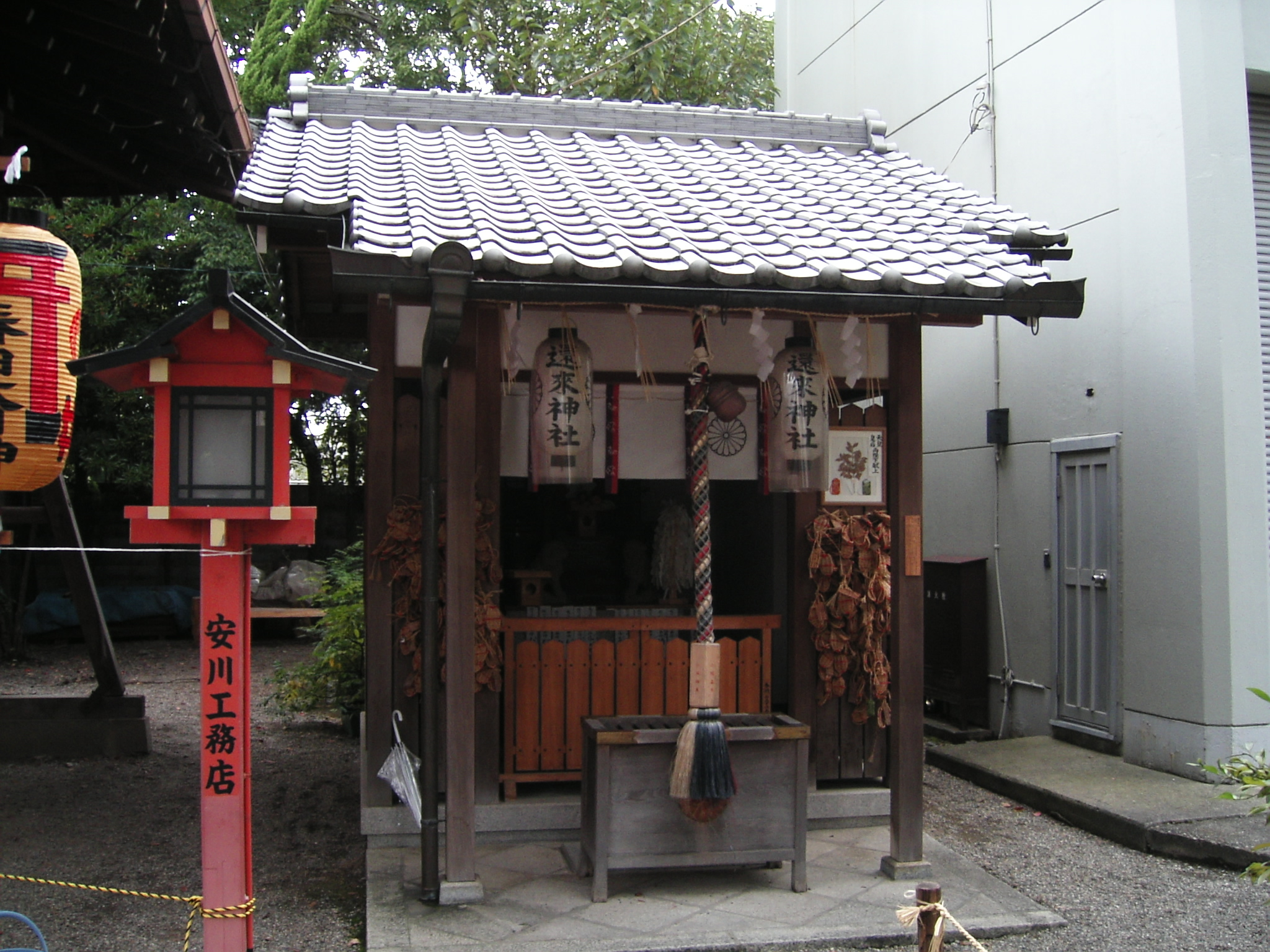
還来神社
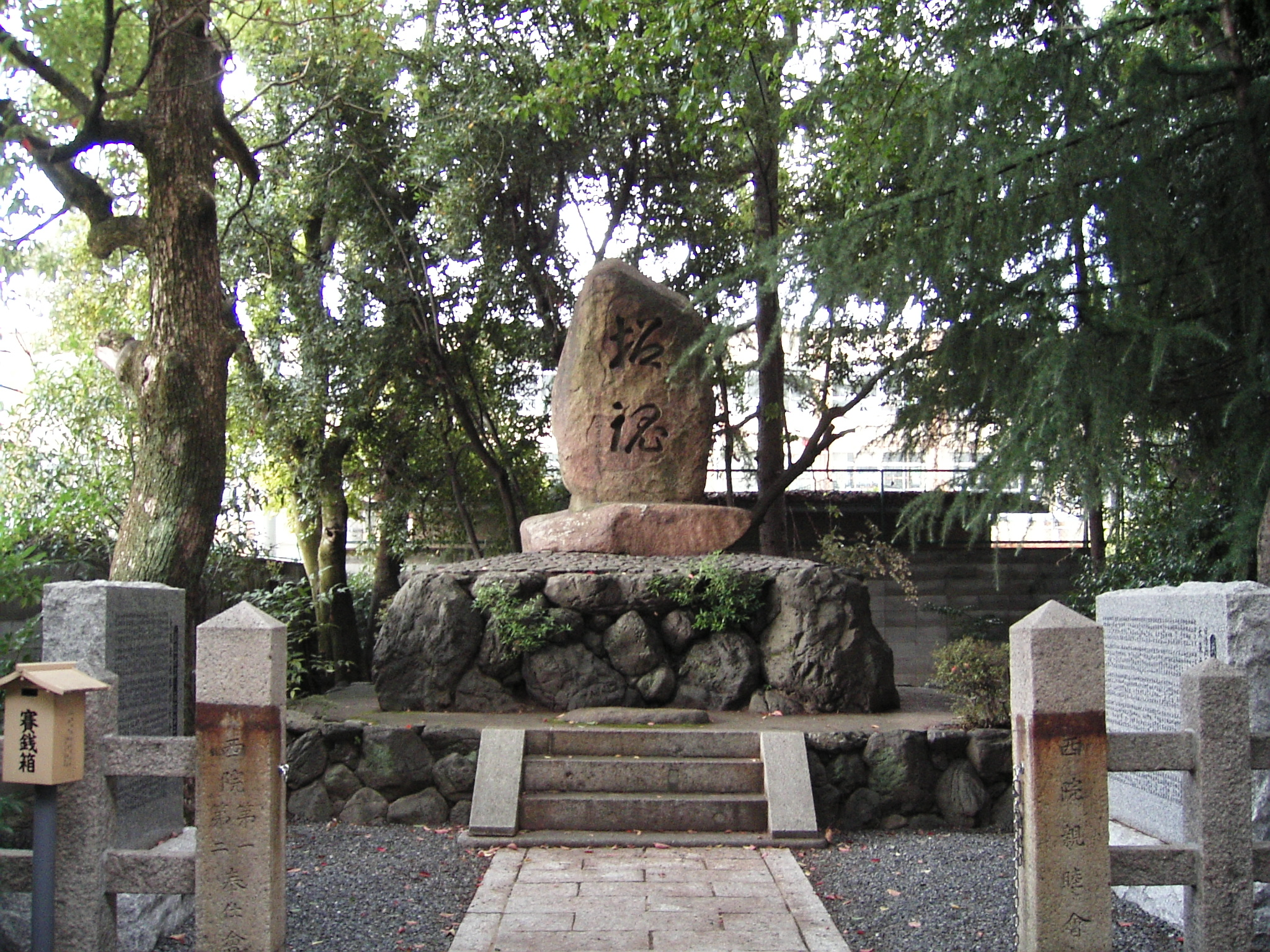
招魂碑
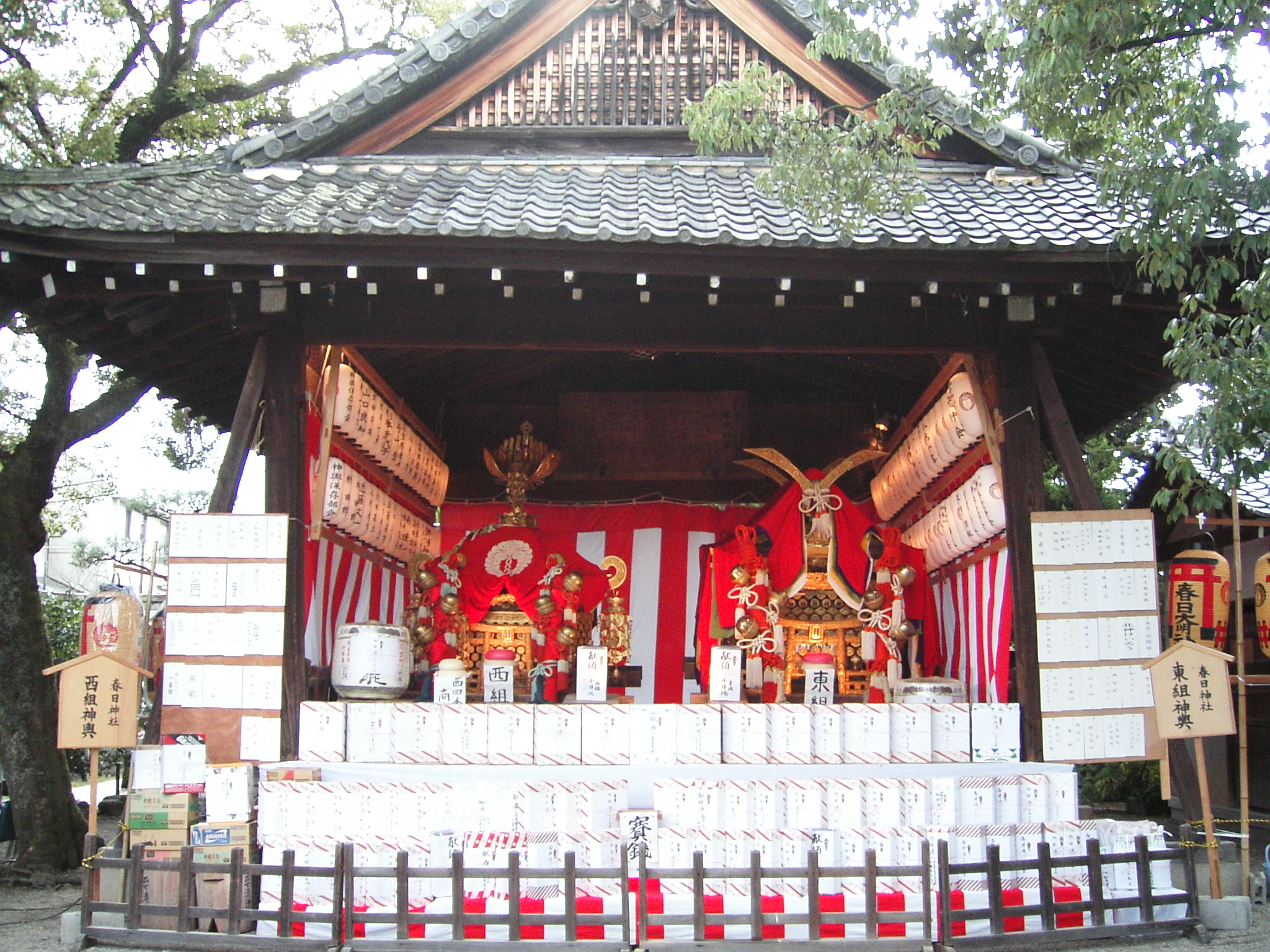
東西2基の神輿
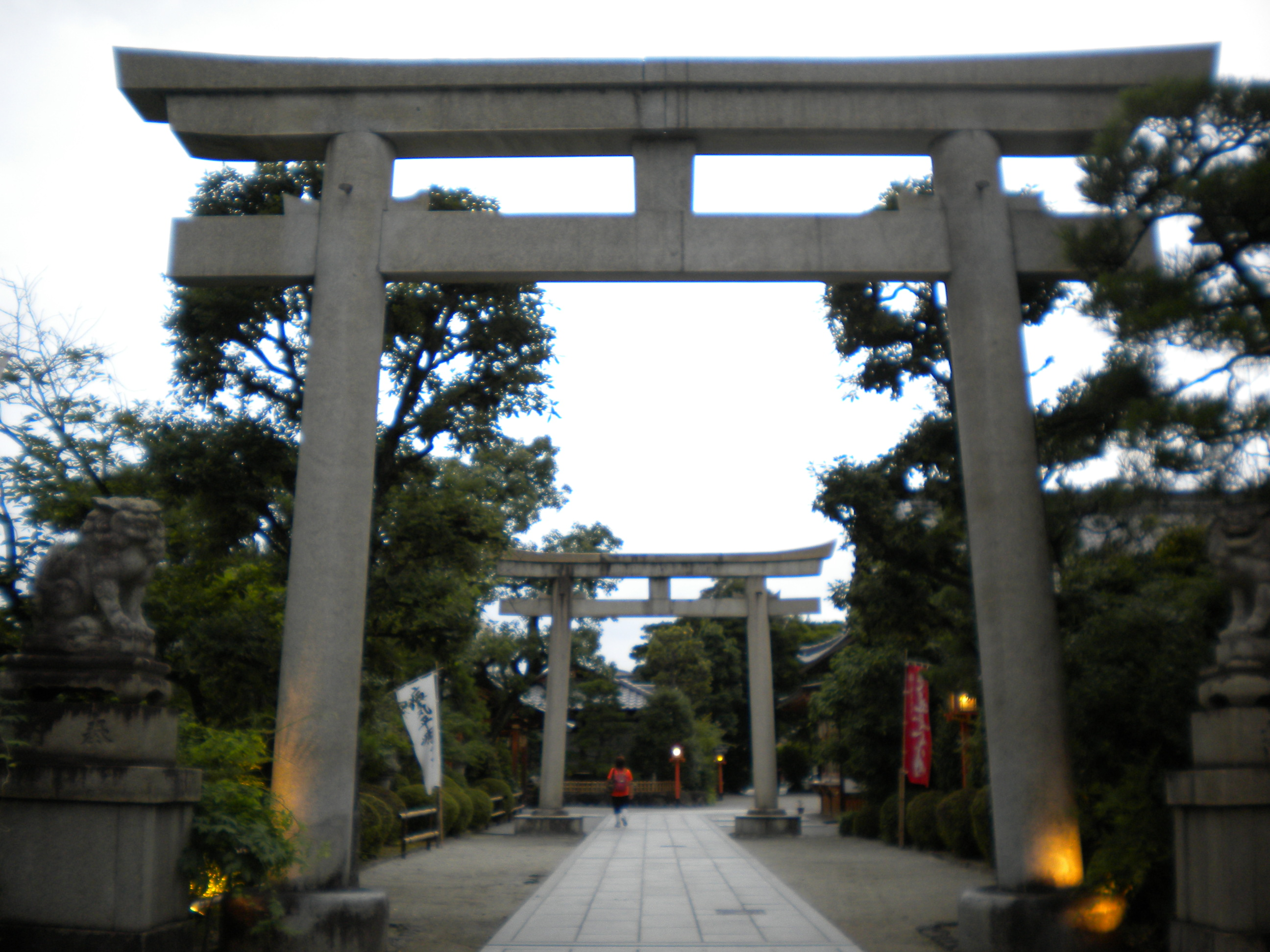
東側の鳥居
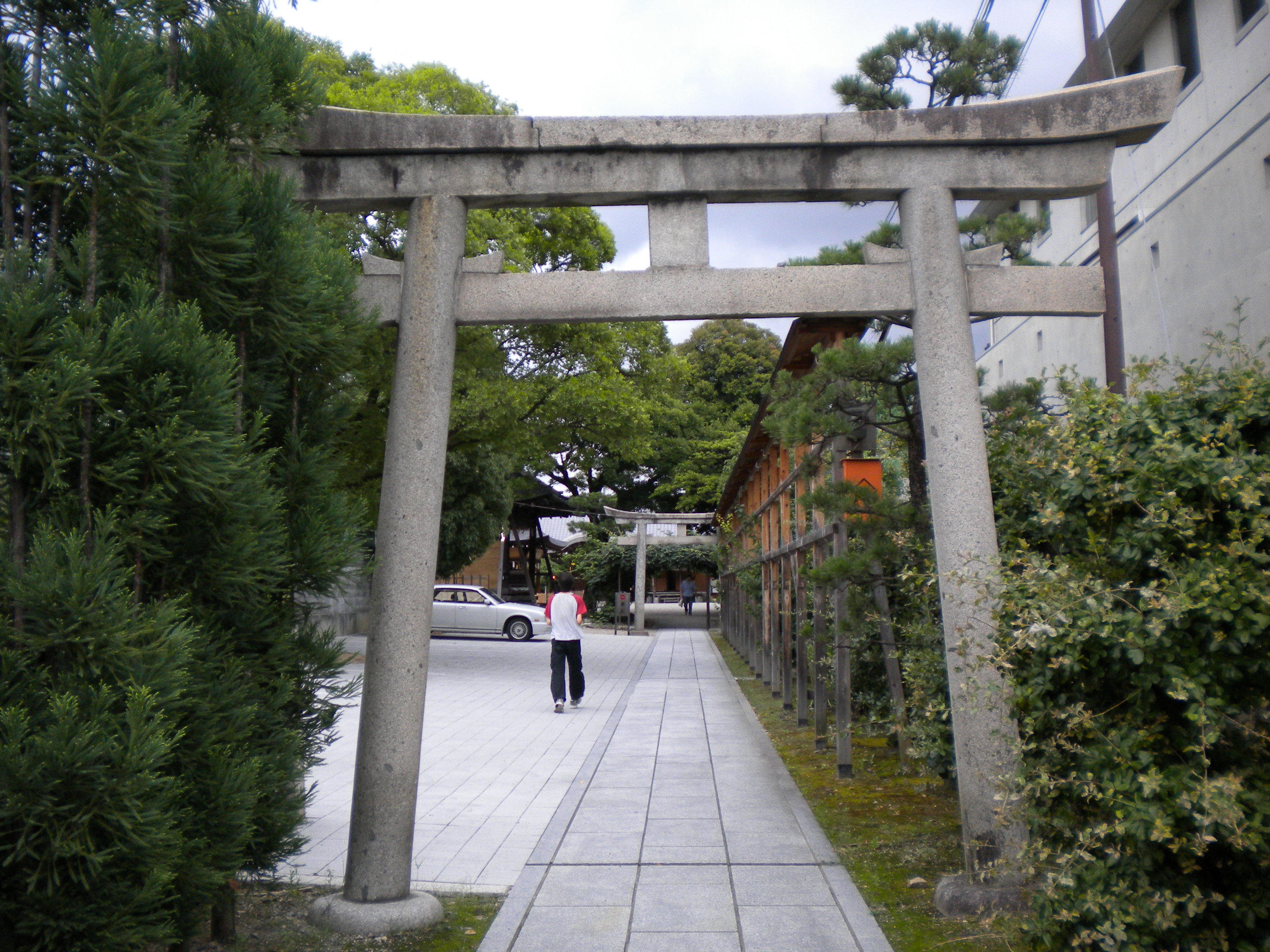
西側の鳥居

## 年中行事

### 春日祭
10月第2日曜に行われる祭で、東組、西組2基（それぞれ約2トン）の神輿や氏子町内からの5基の剣鉾、鼓笛隊などの盛大な巡行が行なわれる。

## 所在地
- 京都府京都市右京区西院春日町61

## アクセス
- 阪急京都本線、京福嵐山本線 西院駅より徒歩約3分
- 京都市営バスバス停「西大路四条」下車後、徒歩約3分